# Вовковичі
Вовковичі (біл. Ваўковічы) — село в Білорусі, у Кам'янецькому районі Берестейської області. Орган місцевого самоврядування — Рясненська сільська рада.

## Географія
Розташоване за 37 км на захід від Кам'янця, за 5 км від залізничної станції Високо-Литовськ.

## Історія
У 1567 році маєтком у селі володів Ф. Вовковицький, у XIX столітті він належав Терезії Завистовській, Ейнерам, Богуславським. У 1920-1930-х роках у селі діяв гурток українського товариства «Просвіта», велася художня самодіяльність.

## Населення
За переписом населення Білорусі 2009 року чисельність населення села становила 118 осіб.